# Condensatore di disaccoppiamento

Regolatore di tensione lineare LM7805 con 2 condensatori di disaccoppiamento

Il condensatore di disaccoppiamento è un condensatore usato per eliminare eventuali interferenze col segnale elettrico principale. 
Infatti ha un diffuso utilizzo nel circuito della tensione di griglia schermo di una valvola termoionica, ma anche per far confluire verso il potenziale di riferimento solo segnali parassiti senza disturbare le tensioni a corrente continua di polarizzazione della griglia schermo.
Questo effetto si ottiene solo tramite un'elevata capacità del condensatore di disaccoppiamento. 
Viene usato diffusamente anche in circuiti logici complessi a componenti integrati, la necessità del suo impiego risiede nella relativa lunghezza sulla piastra, dei sottili collegamenti elettrici tra i vari chip, comprese le piste di massa e alimentazione. Per ridurre il rischio della presenza di un disturbo in prossimità del punto di alimentazione del chip, viene posto un condensatore di disaccoppiamento, il più vicino possibile al chip, collegato tra il punto di alimentazione e il potenziale di riferimento. 